# عبد الرزاق الزواري
عبد الرزاق الزواري ولد في 19 يونيو 1950 في صفاقس، هو اقتصادي وسياسي تونسي.

## السيرة الذاتية

### الدراسات
عبد الرزاق الزواري متحصل على دكتوراه من جامعة باريس 1 - بانتيون سوربون في 1978، لأطروحته حول «محددات التشغيل في تونس». كما تحصل على شهادة التبريز في العلوم الاقتصادية سنة 1984.

### المسار المهني والسياسي
كان عبد الرزاق الزواري مديرا للمدرسة العليا للتجارة بتونس بين 1991 و1997. وهو أستاذ في جامعة قرطاج وأستاذ زائر في السياسة التجارية والاندماج الجهوي في جامعة باريس الثانية، وأخيرا أستاذ زائر في اقتصاديات الوسطاء الماليين ومقاربات حول مخاطر الأسواق النقدية والمالية وفي الاقتصاد وإدارة المخاطر الاجتماعية في جامعة روان.

كان عبد الرزاق الزواري عضو مجلس إدارة البنك المركزي التونسي، وأصبح رئيس مجلس إدارة الاتحاد البنكي للتجارة والصناعة في نوفمبر 2011، ثم مستشار كبير في الإدارة الإفريقية لبي إن بي باريبا في يونيو 2016.

بعد الثورة التونسية، عين وزيرا للتنمية الجهوية في حكومة الباجي قائد السبسي بين 7 مارس و24 ديسمبر 2011.

## الحياة الخاصة
عبد الرزاق الزواري متزوج وأب لطفلين.

## الأوسمة والتشريفات
- الصنف الثاني من وسام الجمهورية (تونس).
- فارس وسام السعفات الأكاديمية (فرنسا).

## المنشورات
- Tunisie : une nouvelle vision du développement régional، تونس العاصمة، المطبعة الرسمية للجمهورية التونسية، 2011.